# Wyżnie Wrótka
Wyżnie Wrótka (około 1700 m) – płytka i skalista przełęcz w grani Długiego Giewontu w polskich Tatrach Zachodnich. Znajduje się pomiędzy Turnią nad Białem a Juhaską Kopą. Północne stoki stromo opadają wybitną depresją do Doliny Suchej (odnoga Doliny Białego), południowe mniej stromo do Doliny Kondratowej powyżej Urwanego Żlebu.
W nazewnictwie tatrzańskim wrótkami nazywa się dość głęboko wciętą w grań przełączkę, wąskie wcięcie w skalnym żebrze lub ciasne przejście między skałami. W Tatrach jest ich kilka, najbardziej znane to Wrótka, również znajdujące się w grani Giewontu.
Depresja na północnych stokach Wyżnich Wrótek przecięta jest czterema dość trudnymi do pokonania progami, powyżej nich znajdują się zachody. Największe z nich to Górny Zachód i Dolny Zachód. Na Dolnym Zachodzie jeszcze do lat 30. XX wieku wypasano owce. Pasterze i ratownicy tatrzańscy znali sposoby obejścia progów, taternicy pokonali całą depresję również na wprost, przez progi. Prowadzi nią na Wyżnie Wrótka droga wspinaczkowa, po raz pierwszy przeszli nią Jan Krzysztoń i Andrzej Ziarko zimą 1989/90. Trudności pokonania progów (kolejno od dołu): III, III, II, IV w skali trudności UIAA (tatrzańskiej). Letniego przejścia brak.

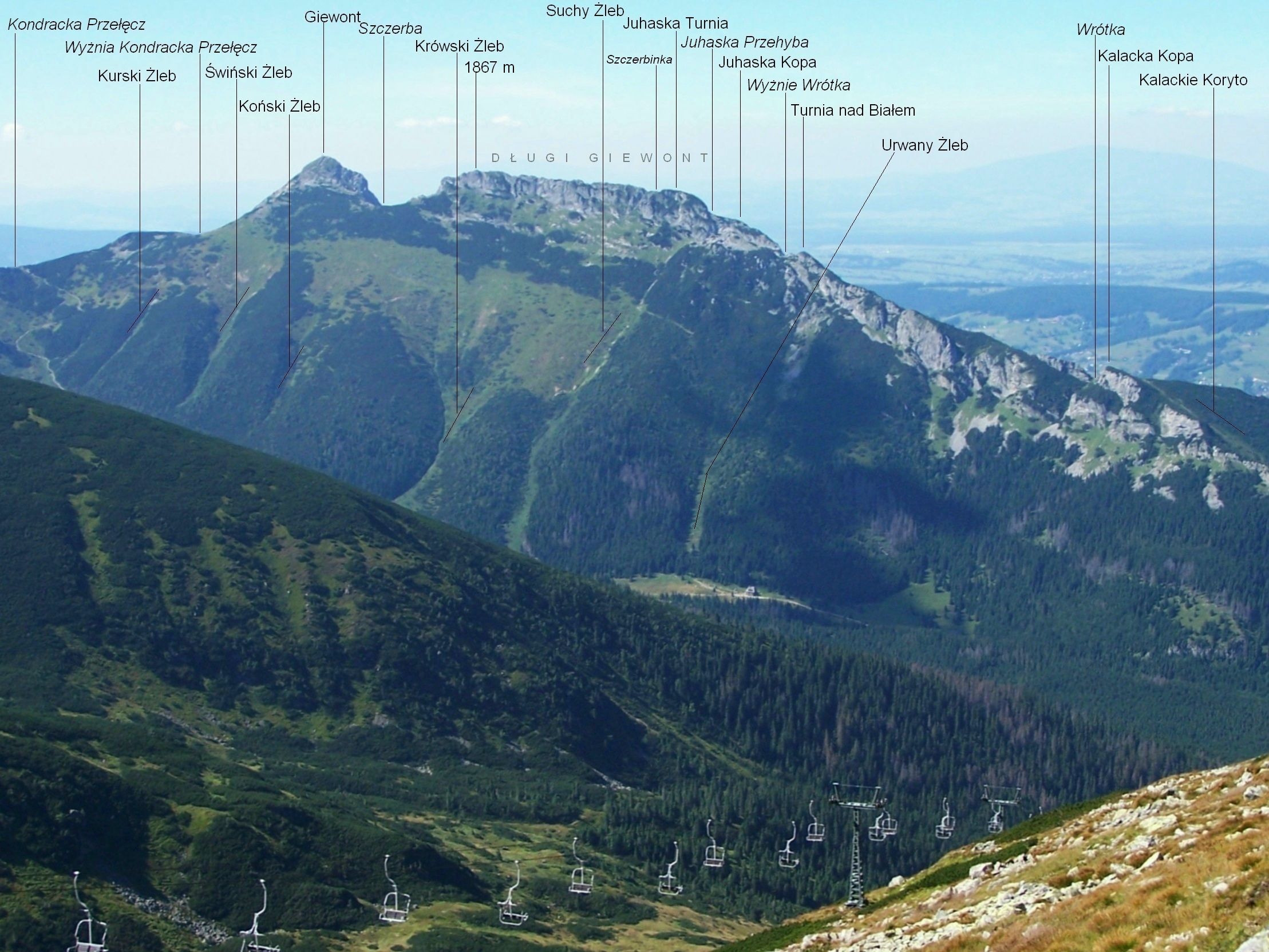
Widok na Wyżnie Wrótka z Kasprowego Wierchu